# 중력 자성
일반 상대성 이론에서 중력 자성(重力慈性, 영어: gravitomagnetism)은 약한 중력장의 효과를, 맥스웰 방정식과 유사한 장방정식을 따르는 중력 전자기장(영어: gravitoelectromagnetic field)으로 나타내는 수식 체계이다.

## 배경
이 중력의 근사적인 재구성은 일반 상대성 이론에 의해 기술되었듯이 허구의 힘이 움직이는 중력 시스템에서 기준 좌표계에 다르게 나타난다. 전자기와 유사하게 이 가상힘은 중력 자성이라고 불린다.
왜냐하면 움직이는 전기 전하가 특수 상대성 이론 내의 유사한 허구의 힘인 자기장을 발생시키는 방식으로 그 힘이 발생하기 때문이며, 중력 자성 또는 가속도의 주요 결과는 무거운 회전하는 물체 근처의 자유 낙하하는 개체는 그 자체가 회전한다. 이 예측은 자주 중력 자성의 효과로 언급되며 직접 시험될 일반 상대론의 마지막 기초 예상중의 하나이다.

## 정의
일반 상대성 이론에 따르면 회전체의 (또는 임의의 회전하는 질량 에너지)에 의해 생성된 중력장이 특정 제한적인 경우에 고전 전자기에서 자기장과 같은 형태의 방정식에 의해 기술될 수 있으며, 이러한 현상을 중력 자성이라고 한다.
편의상 빛의 속력을 1로 놓자. 문헌마다 정의가 조금씩 다른 경우가 많은데, 여기서는 마시훈(영어: Bahram Mashhoon)의 정의를 따른다.
4차원 시공간의 계량 텐서가 민코프스키 공간에 가깝고, 다음과 같다고 하자.:eq. (4)
{\displaystyle ds^{2}=-(1-2\Phi )dt^{2}-4\mathbf {A} \cdot d\mathbf {x} \,dt+(1+2\Phi )d\mathbf {x} \cdot d\mathbf {x} }
그렇다면 {\displaystyle \Phi }와 {\displaystyle \mathbf {A} }를 각각 중력 전기 퍼텐셜(영어: gravitoelectric potential)과 중력 자기 퍼텐셜(영어: gravitomagnetic potential)이라고 한다. 이들은 각각 전위와 자기 퍼텐셜에 대응한다. 이들은 좌표 변환에 따라 다음과 같은 게이지 변환을 갖는다.
{\displaystyle \Phi \to \Phi +\partial _{t}\alpha }
{\displaystyle \mathbf {A} \to \mathbf {A} -2\nabla \alpha }
이로부터 전자기학과 유사하게 중력 전기장(영어: gravitoelectric field) {\displaystyle \mathbf {E} }와 중력 자기장(영어: gravitomagnetic field) {\displaystyle \mathbf {B} }를 다음과 같이 정의할 수 있다.
{\displaystyle \mathbf {E} =-\nabla \Phi -{\frac {1}{2}}\partial _{t}\mathbf {A} }
{\displaystyle \mathbf {B} =\nabla \times \mathbf {A} }
이 중력 전자기장은 다음과 같은 중력 전자기 방정식(영어: gravitoelectromagnetic equation)을 만족시킨다.
{\displaystyle \nabla \cdot \mathbf {E} =4\pi G\rho }
{\displaystyle \nabla \cdot \mathbf {B} =0}
{\displaystyle \nabla \times \mathbf {E} =-{\frac {1}{2}}\partial _{t}\mathbf {B} }
{\displaystyle {\frac {1}{2}}\nabla \times \mathbf {B} =\partial _{t}\mathbf {E} +4\pi G\mathbf {j} }
여기서 {\displaystyle \rho }와 {\displaystyle \mathbf {j} }는 각각 질량 밀도와 운동량 밀도이며, 에너지-운동량 텐서의 성분 {\displaystyle T^{00}}과 {\displaystyle T^{0i}}와 같다.{\displaystyle G}는 중력 상수이다.
중력 전자기장 속에, 질량 m 및 속도 {\displaystyle \mathbf {v} }의 입자가 받는 힘은 다음과 같다. 이는 로런츠 힘에 해당한다.
{\displaystyle \mathbf {F} =-m\mathbf {E} -2m\mathbf {v} \times \mathbf {B} }.

### 전자기학과의 비교
각 공식에서, 자기 관련항의 경우에는 전자기학에 비교하여 1/2 또는 2의 인자가 있다. 이는 전자기장의 양자인 광자는 스핀이 1이지만, 중력장의 양자인 중력자의 스핀은 2이기 때문이다.
또한, 중력 전자기 방정식은 로런츠 변환에 불변이지 않다. 예를 들어, 질량 밀도 {\displaystyle \rho =T^{00}}와 운동량 밀도 {\displaystyle \mathbf {j} =T^{0i}}는 4차원 벡터를 이루지 않는다.

## 역사 및 실험
중력 자성 효과의 간접 검증은 상대론적 제트 류의 분석에서 유도되었다. 로저 펜로즈는 회전하는 블랙홀에서 추출하는 에너지와 운동량에 대해 틀 끌림 메커니즘을 제안하였다. 플로리다 대학의 레바 케이 윌리엄스는 펜로즈 메커니즘을 검증하는 엄밀한 증명을 개발하였다. 윌리엄스의 모델은 렌제-티링 효과(영어: Lense–Thirring effect)가 관측된 고에너지와 퀘이사의 발광 그리고 활동적인 은하 핵과 그들의 축을 중심으로 시준된 제트류 그리고 (궤도 평면에 상대적으로) 비대칭인 제트 류를 설명할 수 있었다.
관측된 특성 모두가 중력 자기 효과로 만들어졌다. 윌리엄스의 펜로즈 메커니즘의 응용은 임의의 크기의 블랙홀에 적용할 수 있었다. 결과적으로 상대론적인 제트 류는 중력 자성을 위한 검증의 가장 크고 가장 현명한 형태이다.
스탠퍼드 대학교의 한 그룹이 현재 GEM의 첫 직접 시험인 중력 탐사선인 인공위성 실험(GP-B)에서 나온 자료를 분석하고 있다. GP-B에 의하면, 지구의 중력 자기장은 약
{\displaystyle \mathbf {B} \sim 10^{-14}\mathrm {rad} /\mathrm {s} }
이다.

## 같이 보기
- 중력파
- 측지 효과
- 틀 끌림